# I’m Just a Woman
«I’m Just a Woman» (с англ. — «Я просто женщина») — песня валлийской певицы Бонни Тайлер, выпущенная в качестве сингла с её альбома 1980 года Goodbye to the Island. Она была написана и спродюсирована Ронни Скоттом и Стивом Вольфом. Песней-бисайдом в Испании стала испанская версия её предыдущего сингла «Sitting on the Edge of the Ocean» — «Sola a la Orilla del Mar».

## Предыстория и релиз
После выхода альбома Diamond Cut в 1979 году успешная карьера Тайлер начала падать. Она отправился в Виламоуру, в Южную Португалию, чтобы записать свой четвёртый студийный альбом Goodbye to the Island, который будет выпущен в 1980 году. Первый сингл «I Believe in Your Sweet Love» был выпущен в сентябре 1979 года, однако не добился успеха в чартах, после чего последовал почти годовой перерыв, прежде чем «I’m Just a Woman» был выпущен в Соединенном Королевстве. Песня оказалась коммерчески неудачной, как и альбом, поэтому Тайлер пришлось расстаться с RCA Records.